# رحيم أباد (إسفراين)
رحيم أباد (بالفارسية: رحیم‌آباد) هي قرية تقع في قسم زرق‌آباد الريفي (مقاطعة إسفراين) في إيران. يقدر عدد سكانها بـ 126 نسمة .